# Đông Hà, Bao Đầu
Đông Hà (giản thể: 东河区; phồn thể: 東河區; Hán-Việt: Đông Hà khu; bính âm: Dōnghé Qū) là một khu (quận) của thành phố Bao Đầu, khu tự trị Nội Mông Cổ, Trung Quốc.

### Nhai đạo
| - Hòa Bình (和平街道) - Tài Thần Miếu (财神庙街道) - Tây Não Bao (西脑包街道) - Nam Môn Ngoại (南门外街道) - Nam Khất Động (南圪洞街道) - Đông Trạm (东站街道) | - Hồi Dân (回民街道) - Nhị Lý Bán (二里半街道) - Hà Đông (河东街道) - Thiết Tây (铁西街道) - Đông Hưng (东兴街道) |

### Trấn
- Hà Đông (河东镇)